# Ernst Friedrich Adickes
Ernst Friedrich Adickes (né le 7 mars 1811 à Cappel et mort le 26 janvier 1878 à Hanovre) est un homme politique prussien et député du Reichstag. 

## Biographie
Le père d'Ernst Adickes est un gestionnaire de digues et de terres dans le royaume de Hanovre.
Ernst Adickes est un propriétaire de manoir et un entrepreneur. En 1853, il fonde la compagnie maritime Wurster et est vice-président de la compagnie maritime Geestemünder. Il est également représentant autorisé des compagnies d'assurance maritime de Brême et de Hambourg. Il fonde la compagnie de chemin de fer Hanovre-Altenbecken et le chemin de fer Löhne-Vienenburg. Il est également cofondateur de la société de pêche Weser. La chambre de commerce de Geestemünde le compte parmi ses membres éminents. En outre, Adickes est vice-président de la société agricole de la province de Brême.
En plus de son activité entrepreneuriale, Adickes se consacre à la politique. Il est président de l'assemblée de l'état de Wursten et à partir de 1842 membre du paysage provincial de Brême et Verden. De 1840 à 1866, il est membre de la deuxième chambre du Landtag de Hanovre. En 1848, Ernst Adickes est membre de l'Assemblée générale de Hanovre. Il est représenté au parlement provincial de Hanovre (de) de 1867 à 1878. De 1867 à 1870, il membre de la chambre des représentants de Prusse pour la 33e circonscription de Hanovre (Lehe-Geestemünde).
En 1868, il est élu au Reichstag de la Confédération de l'Allemagne du Nord et de 1871 à 1874 au Reichstag en représentant la 6e circonscription de la province de Hanovre (Hoya-Verden) avec le Parti national-libéral.
Ernst Adickes est l'oncle de Franz Adickes (de).